# Маластув
 Мала́стув (пол.  Małastów, русин. Маластів) — село в Польше, находится на территории гмины Сенкова Горлицком повяте Малопольского воеводства.

## География
Село находится около польско-словацкой границы в 6 км от Сенковы, в 12 км от Горлице и в 110 км от Кракова. Через село протекает река Маластувка.
На территории Маластува находится горнолыжный курорт «SkiPark Magura na Magurze Małastowskiej». Через село проходят несколько туристических горных пеших маршрутов.

## История
Первые свидетельства о селе относятся к 1440 году. В 1785 году в Маластуве проживало 310 лемков и 13 евреев. Во второй половине 30-х годов XX столетия в Маластуве проживало 1946 лемков, 61 поляков и 32 еврея.
После Второй мировой войны в окрестностях села действовал отряд УПА. В 1946—1947 годах большинство жителей села были переселены во время операции «Висла» на западные территории Польши. В 1958 году в село вернулось несколько десятков лемковских семей. В 1978 году в селе проживало 25 лемковских семей.

## Достопримечательности
- Католическая церковь, датируемая 1805 годом;
- Воинское кладбище времён № 66 Первой мировой войны.
- Воинское кладбище времён № 65 Первой мировой войны.

## Источник
- Małastów , Słownik geograficzny Królestwa Polskiego i innych krajów słowiańskich, Tom VI, 1884.